# Насекоми
Насекомите (Insecta) са клас безгръбначни трипластни животни от тип членестоноги. Ентомолозите различават около 900 хиляди вида насекоми. Te са най-голямата група животни в света. На човек се падат по около 300 милиона от тях. Тези организми са първата голяма група животни, излезли на сушата през геоложкия период карбон (преди 359 до 299 милиона години). Почти пълното отсъствие на конкуренция довело до възникване на голямо разнообразие и позволило на насекомите да заемат почти всяка екологична ниша. По-късно те придобили приспособления за летене, което още повече разширило заеманата от тях територия. Въпреки разнообразието си, те имат някои общи белези. Един от тях е хитиновата обвивка. Тя служи като външен скелет на тялото и предпазва животното от вредни външни въздействия. Тялото на всички насекоми се състои от глава, гърди и коремче. На главата имат един чифт антени и един чифт фасетни очи. Притежават също 3 чифта устни, по-често два чифта крилца и три двойки крака.
Най-примитивните насекоми са безкрили. Другите могат да се разделят на насекоми, неспособни да сгъват крилата си и такива, които сгъват крилата си. Последната група може да се класифицира според типа на развитието си – пряко, непряко (непълно превръщане) и метаморфозно (пълно превръщане). Въздухът, необходим за дишането, се доставя до клетките посредством система от трахеи (малки тръбички). Затова, заедно с многоножките, спадат към подклас трахейнодишащи.

## Морфология и физиология

### Структура на тялото
Насекомите имат сегментирани тела, поддържани от екзоскелет, твърдо външно покритие, изградено главно от хитин. Сегментите на тялото са обособени в три отделни, но свързани една с друга, части – глава, гърди и коремче.
Върху главата са разположени чифт сензорни антени, чифт фасетни очи, а при видовете, които разполагат с такива – и едно до три прости очи, както и три групи различни на вид израстъци, които образуват устната част. Към гърдите са прикрепени шест сегментирани крака, по един чифт на преднегръда, среднегръда и заднегръда. При крилатите видове с гърдите са свързани две или четири крила. Коремчето се състои от единадесет сегмента, но при някои видове някои от тях могат да бъдат срастнати или със силно редуциран размер. В коремчето е разположена и основната част от храносмилателната, дихателната, отделителната и размножителната система.
При различните видове се наблюдава голямо разнообразие и множество специални адаптации в частите на тялото, особено при крилата, краката, антените и устните части.

### Екзоскелет
Външният скелет на насекомите е съставен от два пласта – епикутикула, тънък и водоплътен външен слой, несъдържащ хитин, и прокутикула. Прокутикулата е изградена от хитин и е много по-дебела от епикутикулата, като от своя страна се разделя на два слоя – външен (екзокутикула) и вътрешен (ендокутикула). Здравата и гъвкава ендокутикула е съставена от множество кръстосващи се помежду си пластове хитинови и протеинови влакна, а екзокутикулата е корава и втвърдена. При много насекоми, особено при ларвите, екзокутикулата е силно редуцирана и телата им са меки.
Насекомите са единствените безгръбначни, които могат да летят, и това е изиграло важна роля в еволюционния им успех. Мускулите им могат да се свиват многократно на всеки нервен импулс, което позволява на крилата да се движат по-бързо, отколкото би било възможно в противен случай. Прикрепването на мускулите към екзоскелета е по-ефективно и дава възможност за повече мускулни връзки. Ракообразните имат сходна структура, но за разлика от насекомите, повечето водни ракообразни образуват екзоскелета си чрез биоминерализация на калциев карбонат, извличан от водата.

#### Крила
Крилатите насекоми са обединени в подклас Pterygota, като в типичния случай имат по две крила – по един чифт при среднегръда и един на заднегръда. Понякога на преднегръда има развити странични листовидни израстъци, но те винаги са неподвижни. Крилото е ципесто образувание и продължение на стената на тялото с горна и долна мембранна повърхност и комплекс от опорни елементи, наречени жилки. Жилкуването му е с невероятно разнообразие, но в общи линии жилките биват напречни и надлъжни. Всяка си има и съответното название. Там, където се пресичат жилките, образуват килийки на крилото. Последните носят имената на жилките, които ги ограждат. Цялото това разнообразие на жилкуването е възникнало от общ изходен тип, чиито главни особености могат да бъдат обобщени от изкопаеми и съвременни форми. Жилките биват:
- Надлъжни жилки:
  - Костална жилка (C) – образува предния ръб на крилото. Започва от предната пластинка и не се разклонява.
  - Субкостална жилка (Sc) – лежи зад косталната и започва от предната жилка, обикновено не се разклонява.
  - Радиална жилка (R) – удебелена е и започва от медиалната.
  - Секторална жилка (S) – започва от медиалната жилка и обикновено дихотомно се дели на 4 жилки. При първото делене се образуват жилки SA и SP, а при второто S1, S2, S3 и S4.
  - Медиална жилка (M) – започва от медиалната пластинка и дихотомно, подобно на секторалната се разделя на 4 жилки.
  - Кубитална жилка (Cu) – започва от кубиталната пластинка, обикновено е представена от две клонки. Силно изразена жилка, която по средата на крилото се сгъва.
  - Пликална жилка (P) – започва от кубиталната пластинка и не се дели.
  - Емпузална жилка (E) – започва от кубиталната пластинка и също не се дели.
  - Анални жилки (A1, A2, A3 и т.н.) – представлява снопче от жилки с обща основа, започваща от аксиларния склерит. В покой крилото се сгъва по дължината на тези жилки.
  - Югални жилки – не са развити при всички.
- Напречни жилки. Те носят имената на свързващите ги надлъжни жилки. Често напречните жилки в различните групи имат и специални названия.

Формата на крилата е изключително разнообразна, но най-често е удължено-елиптична. Обикновено предното и задното крило са различни. При много насекоми предните крила са склеротизирани и образуват т.нар. елитри. Най-ясно изразени са те при твърдокрилите насекоми. По-слаба степен на склеротизация има при хлебарките и ухолазките. Елитрите служат за защита на насекомото. При други насекоми едната двойка крила е редуцирана и превърната в халтери. При двукрилите това са задните, а при представителите на разред Strepsiptera – предните.

### Храносмилателна система
Храносмилателната система има три ясно обособени части – предно (стомодеум), средно (мезентерон) и задно черво (проктодеум). Началната и крайната част имат ектодермален произход, а средната – ендодермален. Постепенно тези части се доближават, а краищата им се резорбират, като образуват общ канал. Между предното и средното черво се намира стомоделен (кардиален) клапан, а между средното и задното черво е проктодеалния клапан. При насекомите, за разлика от ракообразните и паякообразните, липсва черен дроб. При голяма част от насекомите всеки отдел на храносмилателната система е разделен на подотдели.
Спомагателна роля в храносмилането могат да играят слюнчените жлези, разположени в основата на челюстите. Те са разположени в близост до мандибулите, максилите и долната устна и носят съответните имена. Имат гроздовидна структура. Всеки ацин има собствен слюноотвод, свързващ се в общ слюнен канал. В зависимост от секрета, който отделят, жлезите биват 2 типа:
- Жлези, участващи в храносмилането. Обикновено съдържат ензимите амилаза и инвертаза.
- Жлези, отделящи антикоагулантни вещества. Характерни за кръвосмучещите. Продуцират ензими, пречещи на съсирването на кръвта.

#### Стомодеум
Обикновено този отдел е разделен на 4 части:
- Глътка. Глътката е мускулест орган, разположен в дъното на устната кухина. Специални четинки, насочени назад и разположени на повърхността ѝ пречат на храната да се връща напред след поглъщане. Мускулни свивания я вкарват към следващия отдел.
- Хранопровод (oesophagus). Представлява дълга тънка тръба с надлъжни пръстеновидни мускули. В долния си край се разширява и преминава в гушата.
- Гуша (ingluvies). Нарича се още предстомах и има разнообразно устройство при различните насекоми, а някъде липсва. При тези, хранещи се с течна храна, е под формата на страничен израстък на хранопровода. При пчелите в този отдел нектарът се превръща в мед. Други насекоми я използват за задържане на храна.
- Мускулест стомах. Тази част има дебели мускулести стени, а вътрешната му покривка е снабдена с хитинови зъбчета. Тук се извършва механичното раздробяване на храната, като стомахът при гризещите насекоми е добре развит. При пчелите и двукрилите е силно редуциран.

#### Мезентерон
В този отдел се извършва същинското преработване на храната. Ако участъкът е дълъг, то той представлява нагъната тръба. Често има слепи странични израстъци, в които се образуват ензими, нужни за преработката на храната. Често ензимите са сходни с тези от храносмилателната система на бозайниците. Видът на отделяните ферменти съответства на приетата храна. При всеядните насекоми се произвежда пълен набор от ферменти, докато при кръвосмучещите се синтезират основно протеолитични ензими. За защита на нежните епителни клетки от твърдите хранителни частици в средното черво се образува т.нар. перитрофична мембрана. Тя представлява микрофибрилна мрежа, импрегнирана с белтъчно-хитинова ципа, която е пропусклива за чревните ферменти. Същата представлява аналог на слузестата обвивка на чревната лигавица при бозайниците.

#### Проктодеум
Последният отдел на храносмилателната система е обособен в три подотдела, както следва:
- Пилоричен отдел. В него се отварят малпигиевите съдове.
- Тънко черво. През стените му се резорбира голяма част от водата. В стените му има симбионтни микроорганизми.
- Дебело черво. Отделено е от тънкото с ректален клапан. В този отдел продължава резорбцията на водата, а екскрементите се формират и изтласкват навън.

#### Хранене
Насекомите притежават изключително разнообразие, зависещо от приемането на различни органични материали. В съответстие с характера на използваната храна, насекомите могат да се разделят на няколко основни групи:
- Сапрофаги – хранят се с органични вещества на мъртви организми. По-конкретно те биват: хранещи се с всякакви разлагащи се вещества, хранещи се с хумус, с тор, само с мъртви растителни тъкани или с мъртви животински тъкани.
- Фитофаги – хранят се с живи части на растенията, например: с листа, чрез миниране на листата, дървесиноядни, кореноядни, галообразуващи, хранещи се със сокове от растенията, плодове и гъби.
- Зоофаги – хранят се с части на живи животни и биват: паразити, насекоми, живеещи върху топлокръвни животни, като пухо- и перояди, периодични паразити, като комари и ентомофаги – паразити върху други насекоми.

### Дишане и кръвообращение
Дихателната система при насекомите е представена от трахеи. Те са с ектодермален произход и са покрити с кутикула, а вътрешната им повърхност се нарича интима. Разклонени са дървовидно в тялото и достигат до всички негови части. Започват от отвори върху телесната покривка, наречени дихалца (стигми). Разположени са чифтно върху втори и трети гръден и първите 8 коремни сегмента. Снабдени са с механизми, регулиращи притока на въздух, като четинки и клапани. Трахеите се разделят на по-тънки разклонения и образуват трахеини стволове. Най-тънките разклонения се наричат трахеоли. През стената на последните се извършва и газообменът с тъканите. В тялото на добре летящите насекоми има развити въздушни торбички, които са видоизменени трахеи и улесняват вентилацията на трахеите. Живеещите във водата насекоми дишат с трахейни хриле. Тези органи представляват листовидни гънки на коремчето, които се разрастват на мястото на дихалцата. В тях навлизат стволовете на трахеите, които завършват сляпо. Такава трахейна система е от затворен тип. Ларвите при някои от насекомите се развиват във водата или тинята. При тези случаи стигмите са чифт, разположен на корема или крайните сегменти. Ларвата е с главата надолу. Възрастните, обитаващи водоемите, периодично излизат на повърхността да дишат, а въздухът се съхранява в специални резервоари.
Кръвоносната система включва кръвта и органите, осъществяващи движението и в тялото. Поради това, че дихателната система доставя до клетките кислорода и отнема въглеродния двуокис от тях, тя силно е опростена и е от отворен тип. Кръвта се движи свободно в телесната празнина и само част от своя път се изминава в кръвоносните съдове. Съставена е от плазма и няколко вида кръвни клетки. С малки изключения, кръвните телца не носят пигмента хемоглобин. Плазмата е богата на аминокиселини. При някои насекоми кръвта не съсирва, а раните се затварят от клетки, наречени плазмоцити и подоцити. Кръвните клетки (хемоцити) могат да бъдат до 10 вида, всеки от които изпълнява различна функция.
Кръвоносната система се състои от няколко органа, разположени на различни места в тялото. Те пулсират и осигуряват движението на кръвта в тялото. Гръбният съд е основният кръвоносен орган. Разположен е в горната част на тялото, от задния край на коремчето до предния край на главата. Съставен е от два отдела – заден (сърце) и преден (аорта). Сърцето е представено от няколко издути камери, съответстващи на сегментите на тялото. Аортата обикновено не пулсира. Около сърцето има и други пулсиращи органи, подпомагащи циркулацията на кръвта. Едни от тях са гръдните пулсиращи органи, които спомагат за изтласкването на кръвта в крилата. Диафрагмата е коремно образувание, която с движенията си спомага за кръвта назад и латерално. Пулсът се инервира от симпатичния дял на нервната система. Честотата на импулсите достига до 310 в минута (обикновено между 30 и 60).

### Нервна система
Нервната система на насекомите се състои от мозък и коремна нервна верига.
Основната структура на нервната система произхожда от две нервни вериги – лява и дясна, състоящи се от нервни възли (ганглии), по един на сегмент.
В главата на насекомото, която се състои от шест слети сегмента, се намират съответните им шест двойки ганглии. Предните три двойки са слети в едно и заедно с нервните клетки, намиращи се извън ганглиите, образуват мозъка. Той е разположен над хранопровода, и затова бива наричан понякога и надглътъчен ганглий. Двете нервни вериги продължават отстрани на хранопровода, и следващите три двойки ганглии също са слети под него в общ нервен възел – подглътъчен ганглий.
Сегментите на гърдите имат по една двойка ганглии, докато в коремчето само първите осем сегмента имат ганглии. При някои видове насекоми има по-малък брой ганглии, поради сливане:
- някои видове хлебарки имат ганглии само в шест сегмента в коремчето
- Европейският стършел (Vespa crabro) има само два ганглия в гърдите и три в коремчето
- при домашната муха Musca domestica всички ганглии в гърдите и коремчето са слети в общ гръден

Насекомите притежават ноцицептори – нервни клетки, специализирани за усещане и предаване на болка. Сред учените обаче липсва консенсус дали те усещат болката на съзнателно ниво, или само реагират механично на нея.

### Сетивна система
Насекомите притежават различни сетивни органи и рецептори, които възприемат различни външни и вътрешни дразнения. Рецепторите биват:
- Механорецептори. Възприемат механични дразнения и биват:
  - Трихоидни сенсили – състоят се от кутикулна пластинка или косъмче и нервно разклонение, свързано с него. Сенсилите могат да възприемат допир, звук, мирис и вкус.
  - Джонстънов орган – състои се от многобройни неврони, концентрично групирани върху второто членче на антените при възрастните насекоми и при някои ларви. Изпълнява многобройни функции – контролира скоростта на полета, улавя звуците, помага за ориентацията на насекомите във водна среда.
  - Звукови рецептори – това са също механорецептори, съставени от снопче нервни влакна, свързани пряко, или чрез специални структури с кутикулата. Звуковите вълни предизвикват трептене по кутикулата и предават сигнал към нервните клетки.
- Хеморецептори. Те влизат в състава на органите за вкус и обоняние. Когато химичните вещества се възприемат от разстояние, се говори за обоняние, ако това е при непосредствен допир – за вкус.
  - Обонятелните сенсили са концентрирани предимно на антените, но се срещат и по максилите, дихателните пластинки и други. Често при мъжките насекоми антенките са по-добре развити, а от там и количеството на сенсилите е по-голямо. Ето защо мъжките представители са с по-добре развито осезание.
  - Вкусовите сенсили са съсредоточени по устните органи и ходилата, рядко по антенките и яйцеполагалото. Опитно е доказано, че насекомите улавят четирите основни вкуса – сладко, горчиво, солено и кисело.
  - Рецептори за влажност. Вид хеморецептори, чувствителни към влажността на въздуха. Разположени са в антените.
- Терморецептори. Разположени са в нишковидните сенсили на антените, различни участъци по главата, гърдите или коремчето.
- Фоторецептори. Много добре развити и най-сложно устроените. Много малко видове насекоми са лишени от тях. Концентрирани са в очите, които при насекомите са два вида – фасетни и прости.

### Размножаване и развитие
Растежът започва с първите признаци на диференциация в оплоденото яйце и продължава до формирането на имаго. Съществува огромно разнообразие на жизнените цикли, различаващи се по типа на развитието, отношението между поколенията и други. Въпреки това обаче, той може да се раздели на 2 фази:
- Преимаго – това е фазата от развитието на яйцето до имаго. В този период основните енергийни ресурси се изразходват за нарастването. Преимагото се подразделя на още две фази – ембрионална и постембрионална.
- Имаго – главната функция е разпространението и размножаването на насекомите.

#### Ембрионално развитие
Повечето от насекомите снасят яйца. В отделни случаи се срещат и живораждащи видове, като от тялото на женската вместо яйца се снасят млади ларви. При тези насекоми яйцата се съхраняват в яйцепроводите или матката до края на ембрионалното им развитие. Типичното яйце на насекомите представлява симетрична билатерална клетка с две обвивки – плътна външна (хорион) и тънка вътрешна (жълтъчна). Вътре се намират ядрото и цитоплазмата, като централната част на последната е заета от хранителен запас, наречен жълтък. След образуване на зиготата започва и деленето на ядрото. Напълно оформената и готова да напусне яйцето ларва трябва сама да разкъса хориона. След напускане на яйцето, от ларвата се отделя и ембрионална (пронимфална) обвивка.

#### Постембрионално развитие
Морфологичните процеси, които настъпват при развитието на ларвата до възрастно насекомо се нарича метаморфоза. В резултат на това външният вид на насекомото е твърде различен от изходната ембрионална форма. При много насекоми нарастването е съпроводено с периодично линеене, като обикновено това става 3 – 4 пъти, но има и видове, при които то достига и до 30. Времето между двете линеения се нарича стадий, а самото насекомо в периода между двата стадия – възраст. В най-общи линии метаморфозата води до прогресивни изменения в насекомото и поява на сложна организация в имагото. В някои случаи при метаморфозата се опростяват различни части на тялото, като например редуциране на крилете или устния апарат. В тези случаи метаморфозата е регресивна.
При какавидирането се наблюдава покриване на какавидата отвън с различни обвивки, през които могат да се забележат и образувания, характерни за възрастните форми. Такива какавиди се наричат покрити. При други какавиди последната ларвна обвивка се запазва и ѝ придава плътен вид отвън – какавидата се нарича пупарий. Често при какавидирането се приготвя пашкул, образуват от специални паяжинни жлези при ларвата.

#### Имаго
Продължителността на живот при възрастните насекоми е различна и варира от няколко дни до няколко години. Съществува корелация между продължителността на живота и плодовитостта. Обикновено имагото умира след прекратяване на половата активност или снасянето на яйца. Женските екземпляри живеят по-дълго, а при много видове презимува само женската.
Броят на поколенията, които развива даден вид за една година, се нарича волтинизъм. Така насекомите биват моноволтни, биволтни или поливолтни. За много насекоми е характерно и партеногенетичното размножаване. При медоносната пчела например от неоплодените яйца се развиват само мъжки. Този тип на партеногенеза се нарича аренотокия. При други, от неоплодено яйце се развива женски екземплар, а партеногенезата се нарича телитокия. В жизнения цикъл на насекомите се наблюдава различен по продължителност период на покой. Той зависи от настъпващите неблагоприятни условия в местообитанията на насекомите. Веднага след преустановяването му насекомите възвръщат жизнената си активност.

## Класификация
Клас Насекоми
- Подклас Monocondylia Haeckel, 1866
  - Разред Archaeognatha Börner, 1904 – Археогнати
- Подклас Apterygota Lang, 1888 – Безкрили насекоми
  - Разред Zygentoma Latreille, 1796 – Четинкоопашати
- Подклас Pterygota Lang, 1888 – Крилати насекоми
  - Инфраклас Palaeoptera Martynov, 1923 – Древнокрили насекоми
    - Ephemeropteroidea Rohdendorf, 1968
      - Разред Ephemeroptera Hyatt & Arms, 1891 – Еднодневки

    - Odonatoptera Martynov, 1932
      - Разред Protanisoptera Carpenter & Martynov, 1931
      - Разред Triadophlebioptera Bechly, 1996
      - Разред Protozygoptera Tillyard, (1925)
      - Разред Odonata Fabricius, 1793 – Водни кончета

  - Инфраклас Neoptera Wulp, 1890 – Новокрили насекоми
    - Надразред Exopterygota Sharp, 1898
      - Разред Dermaptera De Geer, 1773 – Ухолазки
      - Разред Embioptera Lameere, 1900 – Ембии
      - Разред Orthoptera Latreille, 1793 – Правокрили
      - Разред Plecoptera Burmeister, 1839 – Каменарки
      - Разред Zoraptera Silvestri, 1913 – Зораптери
      - Dictyoptera Latreille, 1829
        - Разред Blattaria Brunner von Wattenwyl, 1882 – Хлебарки
        - Разред Mantodea Burmeister, 1838 – Богомолки

      - Разред Notoptera Crampton, 1915 – Нотоптери
      - Разред Phasmatodea Jacobson & Bianchi, 1902 – Пръчици
      - Paraneoptera (Yoshizawa & Saigusa, 2001)
        - Разред Psocoptera Shipley, 1904 – Сенояди
        - Разред Thysanoptera Haliday, 1836 – Трипси
        - Разред Phthiraptera Haeckel, 1896 – Въшки
        - Разред Hemiptera Linnaeus, 1758 – Полутвърдокрили

    - Надразред Покритокрили (Endopterygota) Sharp, 1898
      - Разред Hymenoptera Linnaeus, 1758 – Ципокрили
      - Разред Coleoptera Linnaeus, 1758 – Твърдокрили
      - Разред Strepsiptera Kirby, 1813 – Ветрилокрили
      - Neuropterida Whiting, Carpenter & Wheeler, 1977
        - Разред Raphidioptera Handlirsch, 1908 – Камилки
        - Разред Megaloptera Latreille, 1802 – Мегалоптери
        - Разред Neuroptera Linnaeus, 1758 – Мрежокрили

      - Mecopteroidea (Antliophora) Chen, 1946
        - Разред Mecoptera Hyatt & Arms, 1891 – Скорпионни мухи
        - Разред Siphonaptera Latreille, 1825 – Бълхи
        - Разред Diptera Linnaeus, 1758 – Двукрили

      - Amphiesmenoptera Hennig, 1969
        - Разред Trichoptera Kirby, 1813 – Ручейници
        - Разред Lepidoptera Linnaeus, 1758 – Пеперуди

## Еволюционни преимущества
Процъфтяването на класа насекоми се свързва с типичната за тях мускулатура, стави, начленено тяло и придатъци, хитиновия скелет и способността да летят.
- Индивидите с малки размери имат преимуществото да заемат места, недостъпни за по-големите.
- Друго предимство, свързано с малките размери на организмите, включват измененията в големината и силата на мускулите. Мравката, осата и други насекоми могат да повдигнат тяло 10 – 15 пъти по-тежко от собственото си тегло, което е невъзможно за други видове като мишка, слон, човек (най-силните щангисти повдигат тежести 2 – 3 пъти по-тежки от собственото си тегло).
- Безспорно преимущество е тяхното поведение. То се осъществява като резултат от функцията на нервната система и обикновено чрез двигателната активност. Дразненията се възприемат от сетивните органи и се предават по нервната система, чрез която насекомите осъществяват съответните реакции – рефлекси. Всеки вид има определени рефлекси, наречени вродени или наследствени. Благодарение на тях насекомите се хранят, отбраняват, размножават. Много прояви на този клас животни изглеждат „разумни“ – изграждането на пити, събиране на нектар. Действията на насекомите са инстинктивни и определят поведението на животното още при излюпването му. Насекомите имат кратък живот и нямат време за учене. Възникването на неочаквани опасности е съпроводено от големи загуби. Тяхното оцеляване и разцвет говори за големите им възможности да придобиват нови (условни) рефлекси.